# Jerzy Kawalerowicz
Jerzy Franciszek Kawalerowicz, né le 19 janvier 1922 à Gwoździec et mort le 27 décembre 2007 à Varsovie, est un réalisateur et scénariste polonais qui fait partie de « l'école polonaise » aux côtés d'Andrzej Wajda, Andrzej Munk, Kazimierz Kutz ou Wojciech J. Has. Son film Train de nuit rencontre la notoriété internationale au festival de Venise en 1959. En 1961, il obtient le prix spécial du jury du festival de Cannes pour Mère Jeanne des anges puis une nomination aux Oscars pour le peplum Pharaon (1966).

## Filmographie

### comme réalisateur et scénariste
Jerzy Kawalerowicz est scénariste des films qu'il réalise, à l'exception de L'Ombre.
- 1952 : Le Moulin du village (Gromada)
- 1954 : Cellulose (Celuloza)
- 1954 : Sous l'étoile phrygienne (Pod gwiazdą frygijską)
- 1956 : L'Ombre (Cień)
- 1957 : La vraie fin de la guerre (Prawdziwy koniec wielkiej wojny)
- 1959 : Train de nuit (Pociąg)
- 1961 : Mère Jeanne des anges (Matka Joanna od aniołów)
- 1966 : Le Pharaon (Faraon), d'après l'œuvre de Bolesław Prus
- 1969 : Le Jeu (Gra)
- 1971 : Maddalena
- 1978 : La mort du Président (Śmierć prezydenta)
- 1980 : Rencontre sur l'Atlantique (Spotkanie na Atlantyku)
- 1983 : Austeria
- 1989 : L'Otage de l'Europe (Jeniec Europy)
- 1991 : Bronsteins Kinder
- 1996 : Za co?
- 2001 : Quo Vadis?

## Récompenses et distinctions

### Récompenses
- Festival de Cannes 1961 : Prix du jury du Festival de Cannes pour Mère Jeanne des anges

### Distinctions
- Docteur honoris causa de l'École nationale de cinéma de Łódź (2000)
- Docteur honoris causa de l'université Sorbonne-Nouvelle

### Décorations
- Grand-croix de l'ordre Polonia Restituta (1997)
- Médaille d'or du Mérite culturel polonais Gloria Artis (2005)
- Ordre de la Bannière du Travail de 1re classe